# 泰山收費站
25°03′41″N 121°24′56″E / 25.06152°N 121.41546°E

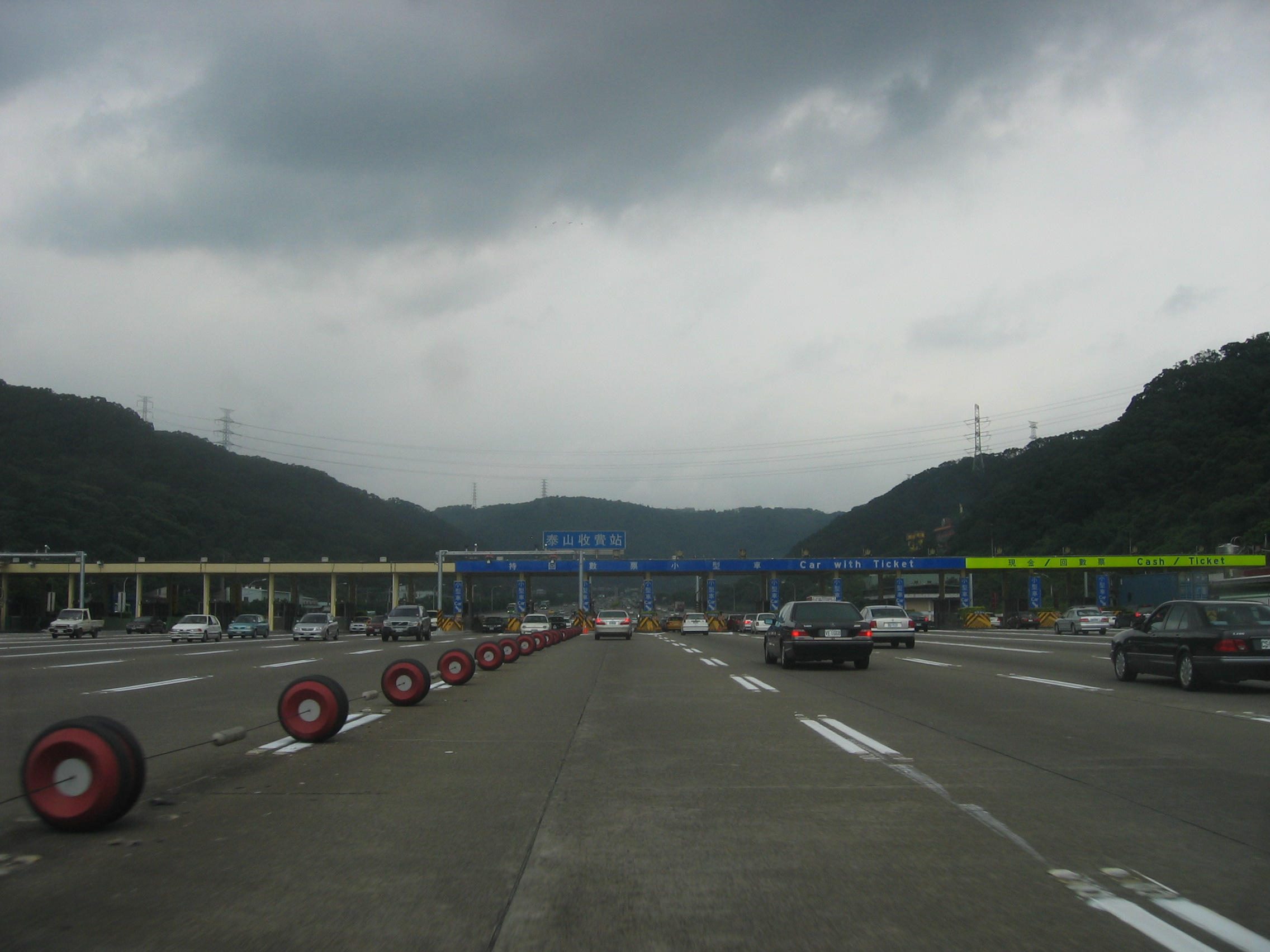
泰山收費站原貌，2005年攝

泰山收費站位於台灣新北市泰山區大科里一鄰大科路一號，里程為中山高速公路由北向南算的第35.5公里處，是中山高速公路自基隆起點以來的第二個收費站，存在期間為台灣流量最大的公路收費站。1974年7月30日啟用，後於2013年12月30日隨著高速公路改行電子收費而拆除，但保留兩座票亭以茲紀念。原址作為泰山轉接道與泰山交流道（規劃中）之用，各設施用地互有重疊，轉接道佔用原收費站起終點南北一公里之中山高主線拓寬空間，泰山交流道則預計佔用原收費站以外邊坡地跨越大窠溪連接大科路。

## 歷史紀錄
- 泰山收费站在臺灣公路史上具有特殊的地位，它是第一座啓用的高速公路收費站，三重交流道～內壢交流道路段完工通車後，於1974年7月30日開始收費。
- 它也是台灣第一座雇用女性收費員的收費站。
- 它亦是台灣第一座使用電腦計數、人工收費，各型車輛分類、分道收費的收費站。
- 因為位於臺北都會區，車流量最大、通過車輛數最多等原因，而有「天下第一站」之譽稱。[2]

## 收費站編制
收費站以當時工程規劃為二十個車道及南北各一超寬通行便道，建築設計為立柱有頂棚高4.2公尺車道寬度為3.25公尺，設有地下通行道方便人員到達車道，辦公室主體建築面積188.76平方公尺。南北車道間曾裝設從歐洲進口的滾輪式車道分隔器，可快速調整中間收費亭的收費方向。
因從林口交流道至泰山收費站為長下坡，曾發生車輛煞車失靈衝撞收費站造成收費員受傷，北上的收費亭前護墩改建加長並加高，且於1997年增設緊急滑行道引導煞車失靈車輛到收費站旁空地停下。

## 收費
1974年開始收費時，小型車、大型車及聯結車每次分別收取新台幣15、20及30元；1981年7月26日調整為25、30及40元；1991年9月1日再調整為40、50及65元。大額購買回數票100張有95折優惠，小型車每張優惠價格為38元。電子收費上路之後，為鼓勵使用，小型車使用ETC每次36元新台幣。直到2014年1月2日計程收費上路之後，改以依每輛車通行的高速公路區段門架牌價徵收。